# Федеральний резервний банк Атланти
33°46′57″ пн. ш. 84°23′07″ зх. д. / 33.7825° пн. ш. 84.3853° зх. д.

Мапа Шостого округу

Федеральний резервний банк Атланти (англ. Federal Reserve Bank of Atlanta) — один з дванадцяти федеральних резервних банків США, що разом утворюють Федеральну резервну систему, зі штаб-квартирою у місті Атланта, штат Джорджія і відповідає за Шостий округ ФРС США. До шостого округу входять штати Алабама, Флорида, Джорджія, 74 округів у східних 2/3 штату Теннесі, 38 парафій у південній Луїзіани, і 43 округів південного Міссісіпі.

## Діючий склад ради директорів
Наступні особи займають місце в раді директорів з 2011: Усі терміни повноважень спливають 31 грудня.

### Class A
| Ім'я                                             | Посада                                                                                   | Термін повноважень спливає |
| ------------------------------------------------ | ---------------------------------------------------------------------------------------- | -------------------------- |
| Руді Щупп (Rudy E. Schupp)                       | Президент і головний виконавчий директор 1st United Bank Вест-Палм-Біч                   | 2012                       |
| Ентоні Гамфрі (T. Anthony Humphries)             | Президент і головний виконавчий директор NobleBank and Trust Анністон (Алабама)          | 2013                       |
| Вільям Роджерс молодший (William H. Rogers, Jr.) | Голова, президент і головний виконавчий директор SunTrust Banks, Inc. Атланта (Джорджія) | 2014                       |

### Class B
| Ім'я                                       | Посада                                                                                          | Термін повноважень спливає |
| ------------------------------------------ | ----------------------------------------------------------------------------------------------- | -------------------------- |
| Кларенс Отіс молодший (Clarence Otis, Jr.) | Голова і головний виконавчий директо Darden Restaurants, Inc. Орландо                           | 2012                       |
| Хосе Сюк'єт (José S. Suquet)               | Голова, президент і головний виконавчий директор Pan-American Life Insurance Group Новий Орлеан | 2013                       |
| Рені Левіс Ґловер (Renée Lewis Glover)     | Президент і головний виконавчий директор Atlanta Housing Authority Атланта (Джорджія)           | 2014                       |

### Class C
| Ім'я                                           | Посада                                                                                      | Термін повноважень спливає |
| ---------------------------------------------- | ------------------------------------------------------------------------------------------- | -------------------------- |
| Томас Фаннінг (Thomas A. Fanning)              | Голова, президент і головний виконавчий директор Southern Company Атланта (Джорджія)        | 2012                       |
| Керол Томі (Carol B. Tomé) (Chair)             | Головний фінансовий директор і виконавчий віце-президента The Home Depot Атланта (Джорджія) | 2013                       |
| Томас Беркін (Thomas I. Barkin) (Deputy Chair) | Директор McKinsey & Company Атланта (Джорджія)                                              | 2014                       |